# Sur la vie d'ma mère
 (mars 2025).
Si vous disposez d'ouvrages ou d'articles de référence ou si vous connaissez des sites web de qualité traitant du thème abordé ici, merci de compléter l'article en donnant les références utiles à sa vérifiabilité et en les liant à la section « Notes et références ».
Sur la vie d'ma mère est une série télévisée française en 13 épisodes de 26 minutes, créée par Yves Azeroual et Philippe Layani et diffusée à partir du 23 janvier 1999 sur France 2. 
Elle est scénarisée par Yves Azéroual, Cyril Hanouna [réf. nécessaire][Information douteuse] et Paul Chelly.

## Historique
La sitcom est vaguement inspirée du film La vérité si je mens.

## Synopsis
Cette série met en scène la vie quotidienne de la famille Fellous.

## Distribution
- Frédéric Vaysse : Michel
- Blanche Ravalec : Gisèle Fellous
- Claude Sese : Roger Fellous
- Deborah Elmalek : Rebecca Fellous
- Vanessa Kula : Vanessa Fellous
- Rémi Kalaf : Julien Fellous
- Frédéric Lachkar : Max Fellous
- Xavier Fiems : Enzo Pacarri
- Gad Israël : Steve Bouaziz
- Claire Prévaut : Agnès
- Alexandre Dubarry : Coco Benichou
- July Messean : Caroline
- John Berrebi : Raoul Benichou
- Ary Abittan

## Épisodes
1. La cravate des stars
2. Une fille à marier
3. La rançon de la gloire
4. L'as de cœur
5. À vous les studios
6. Ce soir, on vous met le feu
7. Le bal masqué
8. Le tube
9. Mannequins à domicile
10. L'équipée sportive
11. Mémé Rachel
12. La leçon de français
13. Couples : mode d'emploi